# Interstate 30
Interstate 30 (afgekort I-30) is een Interstate Highway in de Verenigde Staten. De snelweg begint bij Fort Worth (Texas) en eindigt in North Little Rock, (Arkansas). Tussen Fort Worth en Dallas, wordt de I-30 ook wel Tom Landry Freeway genoemd, naar de legendarische coach van de Dallas Cowboys Tom Landry. Tussen het centrum van Dallas en Mesquite, wordt de I-30 R.L. Thornton Freeway genoemd.

## Lengte

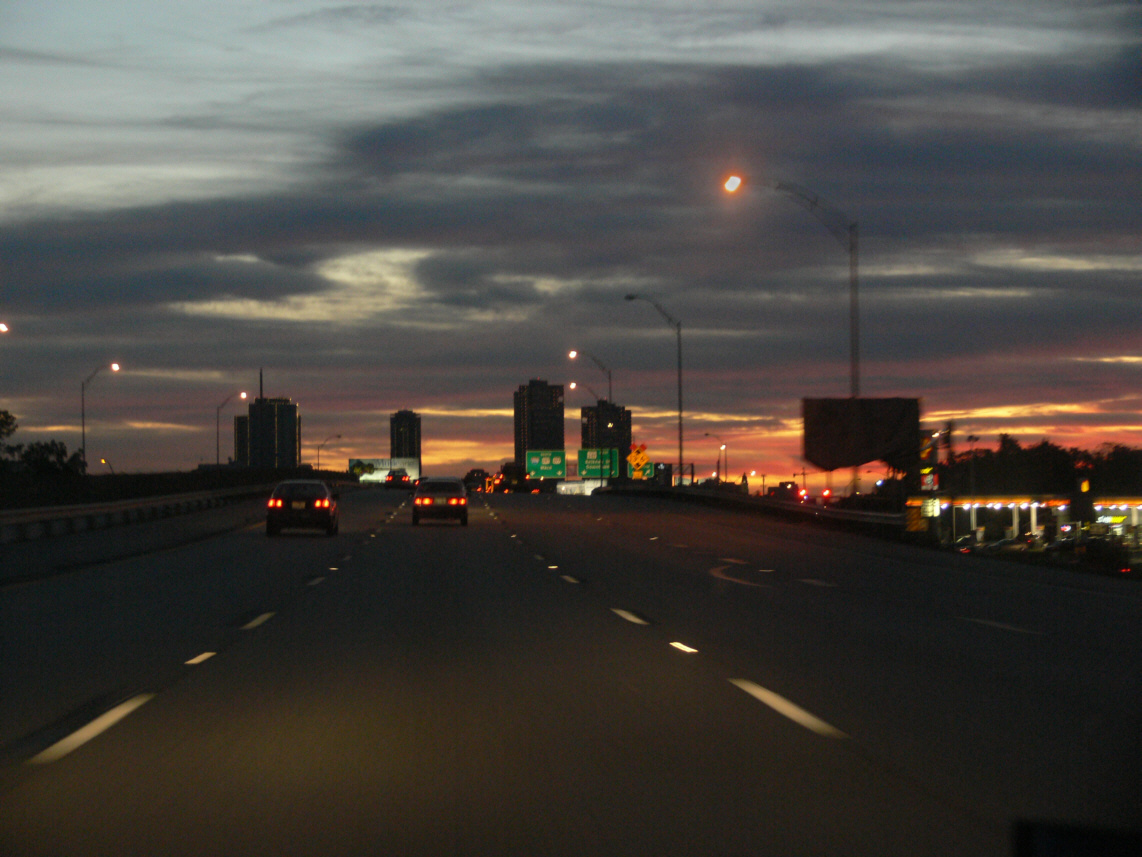
I-30 bij Fort Worth

| Staat    | km  | mijl |  |
|          |     |      |  |
| Texas    | 360 | 223  |  |
| Arkansas | 230 | 143  |  |
|          |     |      |  |
| Totaal   | 590 | 366  |  |

## Belangrijke steden aan de I-30
Fort Worth - Dallas - Texarkana - Little Rock - North Little Rock